# گروه ال‌تی
گروه ال‌تی (انگلیسی: LT Group) شرکت هلدینگ فیلیپینی است، که در سال ۱۹۳۷ توسط لوچیو تان تأسیس شد.